# کشتار میدان نسور
کشتار میدان نسور در ۱۶ سپتامبر ۲۰۰۷ با تیراندازی کارکنان شرکت مشاور امنیتی بلک واتر (آکادمی فعلی)، از شرکت‌های نظامی خصوصی که توسط دولت آمریکا برای ارائه خدمات امنیتی در عراق قرارداد بسته بود، به سمت غیرنظامیان عراقی در حالی که کاروان سفارت آمریکا را اسکورت می‌کرد رخ داد، که به کشته شدن ۱۷ نفر و زخمی شدن ۲۰ نفر در میدان نسور، بغداد، انجامید. این قتلها خشم عراقی‌ها را برانگیخت و روابط عراق و ایالات متحده را تیره کرد. در سال ۲۰۱۴، چهار کارمند بلک واتر محاکمه شدند و در دادگاه فدرال ایالات متحده محکوم شدند. یکی به قتل عمد و سه مورد دیگر به جرم قتل غیرعمد و محکومیت‌های مرتبط با اسلحه گرم. دونالد ترامپ رئیس‌جمهور آمریکا این چهار تن را در ۲۲ دسامبر ۲۰۲۰ مورد عفو قرار داد.